# 1869 no desporto

## Eventos

### Futebol
- Fundação do Kilmarnock Football Club, em Kilmarnock (Escócia).

## Nascimentos
| Data         | Nome          | Profissão                 | Nacionalidade                           | Observações | Ref   |
| ------------ | ------------- | ------------------------- | --------------------------------------- | ----------- | ----- |
| 12 de maio   | Carl Schumann | atleta, lutador e ginasta | Alemanha Ocupada pelos Aliados Alemanha | m. 1946     | [ 1 ] |
| 3 de outubro | Alfred Flatow | ginasta                   | Alemanha Nazista · Prússia              | m. 1942     | [ 2 ] |

## Mortes
| Data | Nome | Profissão | Nacionalidade | Observações | Ref |
| ---- | ---- | --------- | ------------- | ----------- | --- |